# Jorge de Antioquia
Jorge de Antioquia († 1151) foi o primeiro verdadeiro almirante e sucessor do grande Cristódulo. Ele era um grego melquita nascido em Antioquia, de onde ele se mudou com seu pai, Miguel, e sua mão para a Tunísia, onde ele conseguiram emprego sob o emir zírida Tamim. Porém, Jorge entrou em conflito com o filho e sucessor de Tamim, Iáia, e secretamente partiu para a Sicília cristã disfarçado a bordo de um navio vindo de Palermo que estava ancorado em Mádia enquanto a tripulação orava. Ao chegar na capital siciliana, Jorge foi imediatamente até o palácio e lá encontrou serviço com o conde normando Rogério II.

## Ascensão e início da carreira: conquista da Apúlia
Por falar árabe e grego e por sua familiaridade com o Mediterrâneo, Jorge se viu logo trabalhando como embaixador em missões ao Califado Fatímida do Egito. Ele recebeu o título de familiar (familiaris) da corte e, por volta de 1123, já era o segundo em comando na marinha de Cristódulo. No ataque à Mádia no mesmo ano, Jorge capturou a fortaleza de ad-Dimas, mas a campanha teve que ser abandonada. Nos próximos cinco anos, Jorge superou Cristódulo e, em 1127, já o tinha substituído na posição de emir de Palermo, pois ambos estava presentes em Montescaglioso com o conde Roger, mas Cristódulo parece ter morrido logo em seguida e Jorge aparentemente o sucedeu.
Jorge foi instrumental para que o semi-independente Ducado da Apúlia e Calábria fosse completamente subjugado nos anos seguintes à sua ascensão. Em 1129, Jorge cercou Bari - em revolta sob o príncipe Grimoaldo Alfernanita - com uma frota de sessenta navios. Forçado a se render, Rogério perdoou Grimoaldo. Em 1131, o conde exigiu que os habitantes de Amalfi lhe entregassem as chaves do castelo e o controle completo das defesas da cidade. Os amalfitanos se recusaram, Jorge bloqueou a cidade e capturou toda a sua frota, forçando-a a se render. Em 1132, o já famoso almirante recebeu o título de almirante de almirantes (ammiratus amiiratorum), mas que, na época, era entendido como emir de emires. Ele também recebeu o título grego de "Arconte dos Arcontes".
Em 1143, Jorge construiu a igreja grega ortodoxa de Santa Maria dell'Ammiraglio, também conhecida como Martorana, em Palermo. Nela está um mosaico da época de Jorge e um outro, famoso, representando Rogério II sendo coroado por Cristo.

## Auge da carreira: conquistas na Grécia e na África
Em 1146, Jorge capturou Trípoli e fundou um estado siciliano permanente no Norte da África. Ele já havia capturado diversas cidades costeiras menores nos quinze anos anteriores, mas Mádia, que estava nas mãos de Alboácem Haçane ibne Ali desde o fracassado ataque de 1123, ainda não se rendera.
No ano seguinte, Rogério atacou o Império Bizantino, que continuava a contestar seus ganhos no sul da Itália. Jorge zarpou de Otranto com setenta galés para atacar Corfu. De acordo com Nicetas Coniates, a ilha capitulou sem luta por causa dos altos impostos cobrados pelo império e pelas promessas de Jorge. Deixando ali uma guarnição, o almirante navegou para o Peloponeso, saqueou Atenas e rapidamente foi para as ilhas Jônicas. Ele devastou a costa da ilha de Eubeia e do golfo de Corinto, chegando até Tebas, onde ele pilhou as fábricas de seda e capturou os tecelões judeus. Jorge encerrou a expedição com o saque de Corinto, no qual as relíquias de São Teodoro foram roubadas e levadas para a Sicília.
Em 1148, Jorge finalmente capturou Mádia. Aparentemente, o governador de Gabès se revoltara contra seu senhor, Haçane, e prometeu entregar a cidade a Rogério II se ele fosse confirmado como governador. A guerra inevitavelmente irrompeu no verão e Jorge liderou uma frota contra Mádia. O sultão voluntariamente se exilou, levando consigo uma pequena parte do tesouro e a cidade capitulou. As vizinhas Sfax e Soussa a seguiram logo depois. O reino de Ifríquia então foi incorporado ao Reino da Sicília, que atingiu seu apogeu com as conquistas de Jorge, abrangendo não somente a Sicília e o Mezzogiorno, mas também Corfu e a Tunísia.
No ano seguinte, Corfu foi retomada e Jorge liderou uma frota de quarenta navios até o Bósforo, chegando às muralhas de Constantinopla, onde ele tentou desembarcar. Incapaz de fazê-lo, ele arrasou uma poucas vilas na costa asiática e atirou contra o palácio imperial. Ele morreu logo depois, em 546 A.H. de acordo com ibne Alatir, o que corresponde a 1151-1152. Ele foi sucedido em suas funções por Filipe de Mádia.

## Influência
Jorge era um poliglota e um homem muito erudito. Ele fundou a igreja de San Michele em Mazara del Vallo e "Ponte de Almirante", com sete arcos, sobre o rio Oreto em Palermo, onde, em 27 de maio de 1860, os camisas-vermelhas de Giuseppe Garibaldi lutaram pela primeira vez contra as tropas de Francisco II das Duas Sicílias no Risorgimento.